# جاك إليس (كاتب)
جاك إليس (بالإنجليزية: Jack Ellis)‏ هو كاتب أسترالي، ولد في 1978 في سيدني في أستراليا.

## وصلات خارجية
- جاك إليس على موقع IMDb (الإنجليزية)
- جاك إليس على موقع قاعدة بيانات الفيلم (الإنجليزية)